# Spicara australis
Spicara australis is een straalvinnige vissensoort uit de familie van picarellen (Centracanthidae). De wetenschappelijke naam van de soort is voor het eerst geldig gepubliceerd in 1921 door Regan.